# Budki (powiat szydłowiecki)
Budki – wieś w Polsce położona w województwie mazowieckim, w powiecie szydłowieckim, w gminie Chlewiska.
W skład sołectwa Budki wchodzą wsie Budki Pierwsze, Budki Drugie i Budki Trzecie
W latach 1975–1998 miejscowość należała administracyjnie do województwa radomskiego.
| SIMC    | Nazwa                       | Rodzaj    |
| ------- | --------------------------- | --------- |
| 0615760 | Budki Drugie (Koszorowskie) | część wsi |
| 0615776 | Budki Pierwsze (Średnie)    | część wsi |
| 0615782 | Budki Trzecie (Pod Cymbrą)  | część wsi |

W porównaniu z okolicą miejscowość posiada rozwiniętą infrastrukturę. Znajduje się tu Ochotnicza Straż Pożarna, Publiczna Szkoła Podstawowa, sklepy oraz kościół filialny parafii Matki Bożej Nieustającej Pomocy w Hucie.

## Etymologia
Nazwa miejscowości związana jest z osadnictwem leśnym. Wieś prawdopodobnie została założona przez budników, zajmujących się karczunkiem oraz później smolarstwem i węglarstwem. Słowo budki jest formą zdrobniałą od wyrazu budy, oznaczającego osadę, gdzie funkcjonował zakład gospodarki leśnej. Jest to często występująca w Polsce nazwa tego typu osad.